# Митрофанов, Алексей Христофорович
Алексей Христофорович Митрофанов (12 [24] марта 1879, Лапино, Калужская губерния — 2 сентября 1941) — советский партийный и хозяйственный деятель. В 1924—1930 член Центральной Контрольной Комиссии РКП(б)—ВКП(б).

## Биография
Родился в д. Лапино Незамаевской волости Медынского уезда Калужской губернии. Отец работал в помещичьих имениях батраком, лесничим, сторожем. Из-за бедности семьи не учился в школе, но самостоятельно научился читать и писать, учился грамоте у старшего брата, посещавшего начальную школу. В 1894 году вместе с братьями уехал в Москву на заработки, его приняли грузчиком на текстильную фабрику Пухова. В 1899 году несколько недель посещал вечернюю школу при фабрике «Циндель». Вступил в рабочий кружок, которым руководил народник Н. А. Малиновский.. Работал столяром.
В 1901 году переехал в Пермь, где начал активно участвовать в революционной деятельности.
Член РСДРП с 1903 года, большевик. Участник революции 1905—1907 годов. Делегат V (Лондонского) съезда РСДРП от уральского областного комитета. Неоднократно арестовывался и отбывал тюремное заключение.
В 1914—1915 годах в Москве, потом был выслан сначала в Калугу, затем в Самару. В 1917 и в апреле-августе 1918 года председатель Самарского губкома РКП(б). В марте 1917 года стал одним из основателей и первым редактором газеты «Приволжская правда».
В июле 1918 года был делегатом V Всероссийского съезда Советов, избран членом ВЦИК, членом Президиума и заведующим крестьянской секцией ВЦИК.
В 1919—1922 годах на советской, партийной и военной работе на Дону, на Урале, в Сибири. С 1922 года в Москве, член коллегии Наркомзема. В 1923—1925 годах заведующий сельскохозяйственной инспекцией РКИ. В 1924—1930 член Центральной контрольной комиссии РКП(б)—ВКП(б).
В 1925—1930 годах руководитель Группы ЦКК ВКП(б) по изучению проблем партийного строительства. В 1930—1939 директор Московского зооветеринарного института. С 1939 года главный хранитель фондов в Институте марксизма-ленинизма при ЦК ВКП(б).
После начала Великой Отечественной войны эвакуирован в Челябинскую область. Умер в доме отдыха Тургояк.

## Память
29 июня 1964 года решением Медынского горисполкома новой улице города присвоено имя Митрофанова.